# Liste des administrateurs coloniaux au Cameroun
Cet article dresse la liste des administrateurs coloniaux au Cameroun. Elle englobe la période où le pays était sous la domination coloniale de l'Empire allemand (sous le nom de Kamerun), l'occupation militaire du territoire par les Alliés de la Première Guerre mondiale (pendant la campagne du Kamerun sur le théâtre africain de la Première Guerre mondiale), ainsi que la période où le pays était un mandat de classe B de la Société des Nations et un territoire sous tutelle des Nations unies, sous l'administration de la France (en tant que Cameroun français) et du Royaume-Uni (en tant que Cameroun britannique) respectivement.

## Kamerun
| Dates                             | Noms                                | Remarques   |
| --------------------------------- | ----------------------------------- | ----------- |
| Kamerun Allemand                  |                                     |             |
| 14 juillet 1884 - 19 juillet 1884 | Gustav Nachtigal, Reichskommissar   | Commissaire |
| 19 juillet 1884 - 1er avril 1885  | Maximilian Buchner, Reichskommissar | Commissaire |
| 1er avril 1885 - 4 juillet 1885   | Eduard von Knorr, Reichskommissar   | Commissaire |

| Dates                          | Noms                            | Remplaçants | Remarques                                                              |
| ------------------------------ | ------------------------------- | --- | ---------------------------------------------------------------------- |
| 26 mai 1885 - 14 février 1891  | Julius von Soden, Gouverneur    | 13 mai 1887 - 4 octobre 1887 : Jesko von Puttkamer4 octobre 1887 - 17 janvier 1888 : Eugen von Zimmerer17 janvier 1888 - 26 décembre 1889 : Julius von Soden26 décembre 1889 - 17 avril 1890 : Eugen von Zimmerer17 avril 1890 - 3 août 1890 : Markus Graf Pfeil3 août 1890 - 14 août 1890 :… Kurz14 août 1890 - 2 décembre 1890 : Jesko von Puttkamer                                                                       |                                                                        |
| 15 avril 1891 - 13 août 1895   | Eugen von Zimmerer, Gouverneur  | 7 août 1891 - 5 janvier 1892 : Bruno von Schuckmann27 juin 1893 - 24 février 1894 :… Leist31 décembre 1894 - 27 mars 1895 : Jesko von Puttkamer28 mars 1895 - 4 mai 1895 : … von Lücke5 mai 1895 - 13 août 1895 : Jesko von Puttkamer |                                                                        |
| 13 août 1895 - 9 mai 1907      | Jesko von Puttkamer, Gouverneur | 27 octobre 1895 - 10 septembre 1897 : Theodor Seitz12 janvier 1898 - 13 octobre 1898 : Theodor Seitz17 janvier 1900 - 31 juillet 1900 : August Köhler1er août 1900 - 6 septembre 1900 : … Diehl6 septembre 1900 - 15 novembre 1900 : … von Kamptz3 février 1902 - 3 octobre 1902 : … Plehn9 mai 1904 - 31 janvier 1905 : Otto GleimJanvier 1906 - Novembre 1906 : Oberst MüllerNovembre 1906 - 1er juillet 1907 : Otto Gleim |                                                                        |
| 9 mai 1907 - 27 août 1910      | Theodor Seitz, Gouverneur       | 10 février 1909 - Octobre 1909 : … Hansen |                                                                        |
| 28 août 1910 - 29 janvier 1912 | Otto Gleim, Gouverneur          | Août 1910 - Septembre 1910 : … SteinhausenSeptembre 1910 - 25 octobre 1910 : HansenOctobre 1911 - 29 mars 1912 : … Hansen |                                                                        |
| 29 mars 1912 - 1916            | Karl Ebermaier, Gouverneur      | 9 octobre 1913 - 1914 : … Full | Fin de mandat non définie, du fait de l'occupation franco-britannique. |

## Cameroun français
| Dates                                        | Noms                                            | Remarques            |
| -------------------------------------------- | ----------------------------------------------- | -------------------- |
| Cameroun                                     |                                                 |                      |
| 26 septembre 1914                            | Occupation française                            | Occupation française |
| 7 avril 1916 - 8 octobre 1916                | Joseph Aymerich, Administrateur                 |                      |
| 8 octobre 1916 - 1919                        | Lucien Fourneau,, Administrateur                |                      |
| 6 mars 1919 au 23 mars 1921                  | Jules Carde, Commissaire                        |                      |
| Cameroun                                     | Autonome                                        |                      |
| 23 mars 1921 - 20 juillet 1922               | Jules Carde, Commissaire                        |                      |
| Cameroun français, Mandat de la SDN          |                                                 |                      |
| 20 juillet 1922 - Mars 1923                  | Jules Carde, Commissaire                        |                      |
| Mars 1923 - 29 avril 1923                    | Albéric Fournier, Commissaire                   |                      |
| 29 avril 1923 - Juin 1932                    | Théodore Paul Marchand, Commissaire             |                      |
| 31 août 1932 - 22 septembre 1932             | Paul Auguste François Bonnecarrère, Commissaire |                      |
| 22 septembre 1932 - 7 juillet 1934           | Paul Auguste François Bonnecarrère, Commissaire |                      |
| 7 juillet 1934 - 1936                        | Jules Repiquet, Commissaire                     |                      |
| 1936 - Janvier 1937                          | Gaston Camille Guibet, acting Commissaire       |                      |
| Janvier 1937 - 16 novembre 1938              | Pierre Boisson, Commissaire                     |                      |
| 16 novembre 1938 - 29 août 1940              | Richard Brunot, Commissaire                     |                      |
| 29 août 1940 - 12 novembre 1940              | Philippe Leclerc de Hauteclocque, Gouverneur    |                      |
| 12 novembre 1940 - 20 juillet 1943           | Pierre Charles Cournarie, Gouverneur            |                      |
| 20 juillet 1943 - 15 novembre 1944           | Hubert Eugène Paul Carras, Gouverneur           |                      |
| 15 novembre 1944 - 16 janvier 1946           | Henri Pierre Nicolas, Gouverneur                |                      |
| 16 janvier 1946 - 16 mars 1946               | Alexis Leger, Gouverneur                        |                      |
| 16 mars 1946 - 13 décembre 1946              | Robert Delavignette, Haut commissaire           |                      |
| Cameroun français, Tutelle des Nations unies |                                                 |                      |
| 13 décembre 1946 - 25 mars 1947              | Robert Delavignette, Haut commissaire           |                      |
| 25 mars 1947 - Avril 1947                    | Robert Casimir, Haut commissaire                | 1er mandat           |
| Avril 1947 - 7 juillet 1949                  | René Hoffherr, Haut commissaire                 |                      |
| 7 juillet 1949 - 10 janvier 1950             | Robert Casimir, Haut commissaire                | 2e mandat            |
| 10 janvier 1950 - 2 décembre 1954            | André Soucadaux, Haut commissaire               |                      |
| 2 décembre 1954 - 17 avril 1956              | Roland Pré, Haut commissaire                    |                      |
| 17 avril 1956 - 29 janvier 1958              | Pierre Messmer, Haut commissaire                |                      |
| 29 janvier 1958 - 19 février 1958            | Jean Ramadier, Haut commissaire                 |                      |
| 19 février 1958 - 1er janvier 1960           | Xavier Antoine Torré, Haut commissaire          |                      |

## Cameroun britannique
| Occupation britannique                          |                                                                           |                                                                           |                                                                           |
| Dates                                           | Noms                                                                      | Remarques                                                                 |                                                                           |
| 1916 - 1916                                     | Kenneth V. Elphinstone, Résident                                          |                                                                           |                                                                           |
| 1916 - 1917                                     | E.C. Duff, Résident                                                       |                                                                           |                                                                           |
| 1917 - 1919                                     | P.V. Young, Résident                                                      |                                                                           |                                                                           |
| 1919 - 1919                                     | W.G. Ambrose, Résident                                                    |                                                                           |                                                                           |
| 1919 - 1919                                     | John C. Maxwell, Résident                                                 |                                                                           |                                                                           |
| 28 juin 1919                                    | Division officielle entre le Cameroun français et le Cameroun britannique | Division officielle entre le Cameroun français et le Cameroun britannique | Division officielle entre le Cameroun français et le Cameroun britannique |
| 1919 - 20 juillet 1920                          | John Humphrey Davidson, Résident                                          |                                                                           |                                                                           |
| Cameroun britannique, Mandat de la SDN          |                                                                           |                                                                           |                                                                           |
| 20 juillet 1920 - 1925                          | William Edgar Hunt, District Officer                                      |                                                                           |                                                                           |
| 1925 - 1928                                     | Edward John Arnett, Résident                                              | 1re fois                                                                  |                                                                           |
| 1928 - 1928                                     | H.J. Aveling, Résident par intérim                                        |                                                                           |                                                                           |
| 1928 - 1928                                     | Buchanan Smith, Résident                                                  |                                                                           |                                                                           |
| 1928 - 1929                                     | Edward John Arnett, Résident                                              | 2e fois                                                                   |                                                                           |
| 1929 - 1932                                     | Granville St.John Orde Brown, officier supérier                           |                                                                           |                                                                           |
| 1932 - 193?                                     | Frederick Bernard Carr, District Officer                                  |                                                                           |                                                                           |
| 193? - 193?                                     | J.W.C. Rutherford, Résident                                               |                                                                           |                                                                           |
| 193? - 193?                                     | D.W. Firth, Résident prinicipal                                           |                                                                           |                                                                           |
| 193? - 193?                                     | George Hugo Findlay, Résident prinicipal                                  |                                                                           |                                                                           |
| 193? - 193?                                     | K.V. Hanitsch, Résident adjoint                                           |                                                                           |                                                                           |
| 193? - 1939                                     | A.E.F. Murray, Résident                                                   |                                                                           |                                                                           |
| 1939 - 1942                                     | N.C. Denton, Résident                                                     |                                                                           |                                                                           |
| 1942 - 194?                                     | Sealy-King, Résident                                                      |                                                                           |                                                                           |
| 194? - 194?                                     | P.G. Harris, Résident                                                     |                                                                           |                                                                           |
| 1943 - 1945                                     | J. Macrae Simpson, Résident                                               |                                                                           |                                                                           |
| 20 mars 1945 - 10 octobre 1945                  | A. Leeming, Agent principal de district                                   |                                                                           |                                                                           |
| 1945 - 1946                                     | A.F.B. Bridges, Résident                                                  |                                                                           |                                                                           |
| 14 février 1946 - 13 décembre 1946              | N. Mackenzie, Agent principal de district                                 |                                                                           |                                                                           |
| Cameroun britannique, Tutelle des Nations unies |                                                                           |                                                                           |                                                                           |
| 13 décembre 1946 - 4 août 1949                  | N. Mackenzie, Agent principal de district                                 |                                                                           |                                                                           |
| 25 août 1949 - 31 décembre 1949                 | D.A.F. Shute, Résident prinicpal                                          |                                                                           |                                                                           |
| 1949 - 1er octobre 1954                         | Edward John Gibbons, Résident prinicipale                                 |                                                                           |                                                                           |
| October 1954                                    | Territoire autonome rattaché au Nigeria                                   | Territoire autonome rattaché au Nigeria                                   | Territoire autonome rattaché au Nigeria                                   |
| 1er octobre 1954 - 1956                         | Edward John Gibbons, Commissaire                                          |                                                                           |                                                                           |
| 1956 - 1er octobre 1961                         | John Osbaldiston Field, Commissaire                                       |                                                                           |                                                                           |
| 1er juin 1961                                   | Le Northern Cameroons est rattaché au Nigeria                             | Le Northern Cameroons est rattaché au Nigeria                             |                                                                           |
| 1er octobre 1961                                | Le Southern Cameroons est rattaché à la République du Cameroun            | Le Southern Cameroons est rattaché à la République du Cameroun            |                                                                           |